# Милановићи (Горажде)
Милановићи је насељено мјесто у граду Горажду, Босна и Херцеговина.

## Становништво
|         | 2013.      | 1991.        | 1981.        | 1971.        |
| Укупно  | 1 (100,0%) | 48 (100,0%)  | 73 (100,0%)  | 72 (100,0%)  |
| Бошњаци | 1 (100,0%) | 24 (50,00%)1 | 46 (63,01%)1 | 62 (86,11%)1 |
| Срби    | –          | 24 (50,00%)  | 27 (36,99%)  | 9 (12,50%)   |
| Остали  | –          | –            | –            | 1 (1,389%)   |

1. 1 На пописима од 1971. до 1991. Бошњаци су пописивани углавном као Муслимани.